# ليليان كورنيل
ليليان كورنيل (بالإنجليزية: Lillian Cornell)‏ هي ممثلة أمريكية، ولدت في 2 يونيو 1916 في شيكاغو في الولايات المتحدة، وتوفيت في 25 مايو 2015.

## وصلات خارجية
- ليليان كورنيل على موقع IMDb (الإنجليزية)
- ليليان كورنيل على موقع ألو سيني (الفرنسية)
- ليليان كورنيل على موقع أول موفي (الإنجليزية)
- ليليان كورنيل على موقع قاعدة بيانات الفيلم (الإنجليزية)
- ليليان كورنيل على موقع كينوبويسك (الروسية)